# Tresfjord
Tresfjord is een plaats in de Noorse gemeente Vestnes, provincie Møre og Romsdal. Tresfjord telt 234 inwoners (2007) en heeft een oppervlakte van 0,55 km².